# Xanthium orientale
Xanthium orientale — вид однорічних рослин родини Asteraceae. Широко розповсюджений у Північній і Південній Америках (Аргентина, США, Болівія, Бразилія, Канада, Чилі, Мексика, Парагвай, Перу, Уругвай); інтродукований до Африки, Європи й Азії.